# Semiothisa impar
Semiothisa impar är en fjärilsart som beskrevs av W. Warren 1897. Semiothisa impar ingår i släktet Semiothisa och familjen mätare. Inga underarter finns listade i Catalogue of Life.